# USS Bunker Hill (CV-17)
O USS Bunker Hill (CV-17) foi um dos 24 porta-aviões da classe Essex construídos durante a Segunda Guerra Mundial para a Marinha dos Estados Unidos. Comissionado em maio de 1943 e enviado para o Teatro de Operações do Pacífico, o navio participou de batalhas no sudoeste do Pacífico, Pacífico Central e na viagem em direção ao Japão através de Iwo Jima e Okinawa, e ataques aéreos à pátria japonesa.
Enquanto cobria a invasão de Okinawa, Bunker Hill foi atingido por dois kamikazes em rápida sucessão em 11 de maio de 1945, incendiando o navio. As baixas ultrapassaram 600, incluindo 396 mortos ou desaparecidos, com 264 feridos. Estas foram as segundas maiores perdas de pessoal sofridas por qualquer porta-aviões a sobreviver à guerra, depois de Franklin. Após o ataque, Bunker Hill retornou ao continente dos EUA e estava em reparos quando as hostilidades terminaram.
Após a guerra, Bunker Hill foi empregado como transporte de tropas, trazendo militares americanos de volta do Pacífico e foi desativado em 1947. Enquanto estava na reserva, a embarcação foi reclassificada como porta-aviões de ataque (CVA), depois porta-aviões anti-submarino (CVS) e, finalmente, Navio de Treinamento de Desembarque de Aeronaves Auxiliares (AVT), mas nunca foi modernizado e nunca mais entrou em serviço ativo. Bunker Hill e Franklin foram os únicos navios da classe Essex nunca recomissionados após a Segunda Guerra Mundial.
 

Retirado do Registro de Embarcações Navais em 1966, Bunker Hill serviu como plataforma de teste eletrônico por muitos anos na Baía de San Diego. Um esforço para salvá-la como navio-museu em 1972 não teve sucesso e ela foi vendida como sucata em 1973.